# Homotherus townesi
Homotherus townesi là một loài tò vò trong họ Ichneumonidae.